# La Punta (Italia)

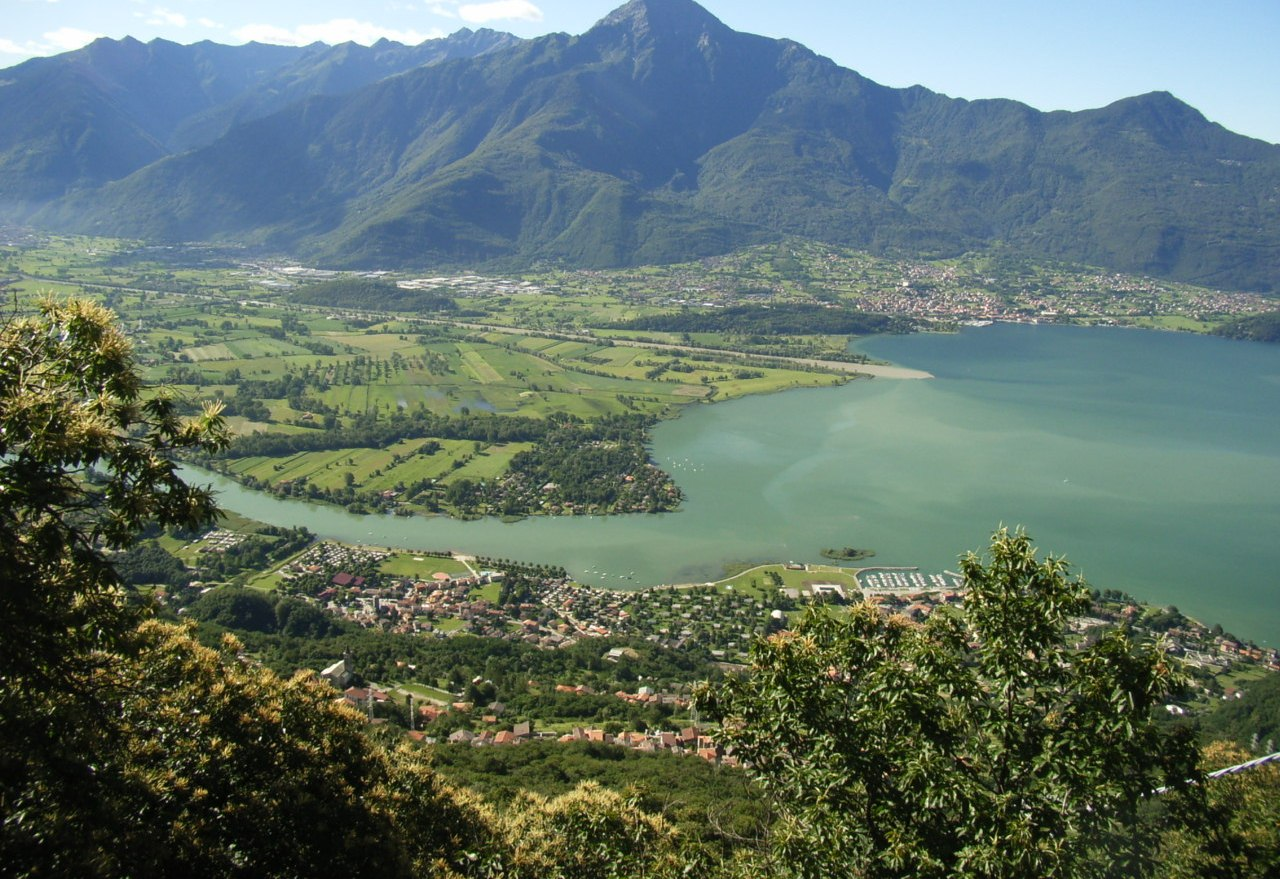

La spiaggia la Punta è l'estremità nord del lago di Como sita nel comune di Sorico, in provincia di Como.

## Descrizione
Il lembo costiero fa parte della Riserva del Pian di Spagna ed è l'unica spiaggia del lago di Como formata da sabbia naturale grazie all'apporto detritico dei fiumi Mera e Adda. 
Durante gli anni '50 è stata area soggetta a massiccia bonifica che ne ha eliminato le preesistenti paludi lacustri.
Oggi è punto turistico per praticanti di sport d'acqua.